# Трагхайм
Трагхайм (нем. Tragheim) был районом Кёнигсберга (Пруссия) к северо-западу от Королевского замка и считался элегантным «Geheimratsviertel» Кёнигсберга.

## Название
Название происходит от прусского тракас (trakas): расчистка в лесу, валка, вырубка в лесу, высокий сухой луг с изолированными кустарниками и «caymis, kaimas» - деревня, поселение.

## История
Трагхайм упоминался в 1322 году в привилегиях Лёбенихта. Деревня находилась до 1632 года под лёбенихтским местным самоуправлением. Можно смело предположить, что это считалось проявлением большой свободы, потому что Маркграф Альберт Фридрих дал деревне в 1577 году герб, на котором были изображены; олень с коричневой головой между двух зелёных елей на синем фоне щита. Район был разделён на Ближний, Средний и Дальний Трагхайм. Жители принадлежали к приходу церкви Лёбенихта и их хоронили на польском кладбище. В районе было много домов, которые были освобождены от всех налогов, поскольку они имели небольшую юрисдикцию и позволяли ремесленникам, не состоявшим в цехах. В районе было несколько фондов благородных граждан, созданных для помощи вдовам и сиротам. В 1539 году Трагхайм сгорел после пожара, возникшего в литовских банях. В 1703 году, в духе политики веротерпимости, король разрешил евреям Кёнигсберга основать своё кладбище в Трагхайме. В начале XX века в районе располагалась штаб-квартира Консервативной партии, которая здесь же издавала газету «Ostpreußische Zeitung». В этой редакции также выходило ещё несколько небольших по тиражу газет: «Königsberger Anzeiger», «Georgine» и «Blatt der Landwirtschaftskammer». После появления вилл в районах Марауненхоф и Амалиенау Трагхайм потерял своё положение в качестве предпочтительного для проживания района.
В Трагхайме находились правительственное здание, Альбертина, спортивный зал «Палестра Альбертина» и несколько университетских институтов, университетская библиотека, муниципальный театр, Высшее торговое училище, высший лицей, гимназия, спортивная площадка, начальная школа, детская школа, пожарная станция, еврейское кладбище, налоговая инспекция и королевский сад, который фактически относился к Замковой слободе. Вдоль Замкового пруда, в лучших местах, располагались Дом ветеранов, Парк-отель, дома кёнигсбергских масонских лож: «К трём коронам», «Мёртвая голова и феникс» и «Иммануэль».

## Галерея
- Трагхаймская кирха, 1939 год
- Палестра Альбертина
- Общинный дом в Трагхайме